# Heavenward
Heavenward ist eine deutsche Rockband mit Wurzeln im Heavy Metal. Der Name kommt aus dem Englischen und bedeutet „gen Himmel“ oder „himmelwärts“.

## Geschichte
Heavenward wurde 1986 gegründet. Das Original-Line-Up bestand aus Oliver Müller (Bass), Achim Schneider (Gitarre), Wolfgang Jansen (Gesang) und Thomen Stauch (Schlagzeug). Thomen Stauch war über 20 Jahre bei Blind Guardian, spielte danach u. a. bei Coldseed sowie Savage Circus und ist heute bei Serious Black. Er wurde damals bei Heavenward durch Thomas Kelleners ersetzt, Gründer und aktueller Schlagzeuger der deutschen Progressive-Melodic-Rock-Band Blacklands.
1991 wurde nach Veröffentlichung des ersten Albums Within These Dreams das Line-up erneut geändert. Stefan Kessel war zu diesem Zeitpunkt noch das einzige Gründungsmitglied. Die Newcomer waren Andreas Rippelmeier (Gitarre), Marc Schulz (Bass) und Guido Gallus (Schlagzeug).
Das zweite Album A Future Worth Talking About erschien 1992 und war vor allem in Japan erfolgreich.
Danach passierte nicht mehr viel, da jeder Musiker seine eigenen Wege ging. Stefan Kessel und Guido Gallus landeten bei der ebenfalls deutschen Metalformation Centaur, mit denen zwei Alben produziert wurden: Perception und God Complex. Nachdem sich dort der gewünschte Erfolg nicht einstellte, beschlossen Heavenward, es noch einmal zu versuchen. Diesmal mit von der Partie: Marco Grasshoff (ebenfalls Ex-Centaur) an den Keyboards.
Seit 2001 schreiben Heavenward wieder an neuem Material.
Derzeit besteht die Band aus Stefan Kessel (Gesang), Oliver Müller (Bass), Guido Gallus (Schlagzeug), Marco Grasshoff (Keyboard) und Andreas Rippelmeier (Gitarre).